# Bahnhof Werneuchen
Werneuchen ist ein Bahnhof in der gleichnamigen Stadt im brandenburgischen Landkreis Barnim. Der Bahnhof liegt an der Wriezener Bahn und ist seit 1938 in den Berliner Vororttarif eingebunden. Seit Dezember 2006 ist die Betriebsstelle zudem Endpunkt der aus Berlin kommenden Züge.

## Lage und Aufbau
Der Bahnhof befindet sich im Streckenkilometer 28,040 der VzG-Strecke 6528 (Berlin Wriezener Bf – Werneuchen – Wriezen) auf einer Höhe von 77,97 Meter über Normalnull. Die Strecke ist im Bereich Werneuchen als Nebenbahn klassifiziert. Sie gehört bis einschließlich Werneuchen zum Regionalnetz Ostbrandenburg der DB InfraGO, hinter der östlichen Bahnhofsgrenze ist die RegioInfra zuständig. Dieser Abschnitt ist seit Dezember 2006 ohne Verkehr.
Vom Empfangsgebäude aus betrachtet sind die Gleise folgendermaßen angeordnet: 7–3–1–2–4. In früheren Zeiten waren die Gleise demgegenüber anders nummeriert: 7–1–2–3–4.
Die Bahnhofsgrenzen sind an den Einfahrsignalen A und H, Gleis 1 (alt 2) ist das durchgehende Hauptgleis. Gleis 2 (alt 3) und 4 sind ebenfalls Hauptgleise, alle drei verfügen beidseitig über Ausfahrsignale. Hinzu kommen die Nebengleise 3 (alt 1) und 7. Letzteres ist dem Empfangsgebäude westlich vorgelagert. Der Bahnhof hat drei Bahnsteige, einen Haus- sowie zwei Zwischenbahnsteige. Personenzüge nutzen dabei ausschließlich den Zwischenbahnsteig an Gleis 1, die Anlage ist 206 Meter lang bei einer Bahnsteighöhe von 26 Zentimetern.
Innerhalb der Bahnhofsgrenzen geht ein Gleisanschluss zu einem Bauhof der Berger Bau ab. Ein weiteres Anschlussgleis befand sich am Ostende von Gleis 3. Ferner gibt es drei Bahnübergänge im Bahnhof. Die Übergänge in km 27,660 und km 28,836 (B 158) sind mit Halbschranken gesichert, der Übergang in km 28,330 ist mit Blinklichtern gesichert.
Die Überwachung der signaltechnischen Einrichtungen erfolgt durch das ESTW-A Werneuchen, die Bedienung erfolgt durch den Fahrdienstleiter Beeskow.

## Geschichte
Der Bahnhof in Werneuchen entstand mit dem Bau der Wriezener Bahn zum Ende des 19. Jahrhunderts. Erste Pläne für eine Eisenbahnstrecke von Berlin in die Neumark kamen in den 1860er Jahren auf, wurden in den 1870er Jahren ad acta gelegt. Die Königliche Eisenbahn-Direction (KED) Berlin begann 1887 mit den Vorarbeiten für die Nebenbahn vom Bahnhof Lichtenberg-Friedrichsfelde über Werneuchen nach Wriezen, die gesetzliche Genehmigung zum Bau erteilte der Staat am 8. April 1889. Nach Beseitigung diverser Unstimmigkeiten bezüglich des Verlaufs nahe Berlin begann der Streckenbau ab dem Frühjahr 1897, die Zuständigkeit lag jetzt bei der KED Stettin. Die Stadt Werneuchen unterstützte das Bauvorhaben mit 25.000 Mark und stellte Land im Wert von rund 26.700 Mark zur Verfügung.

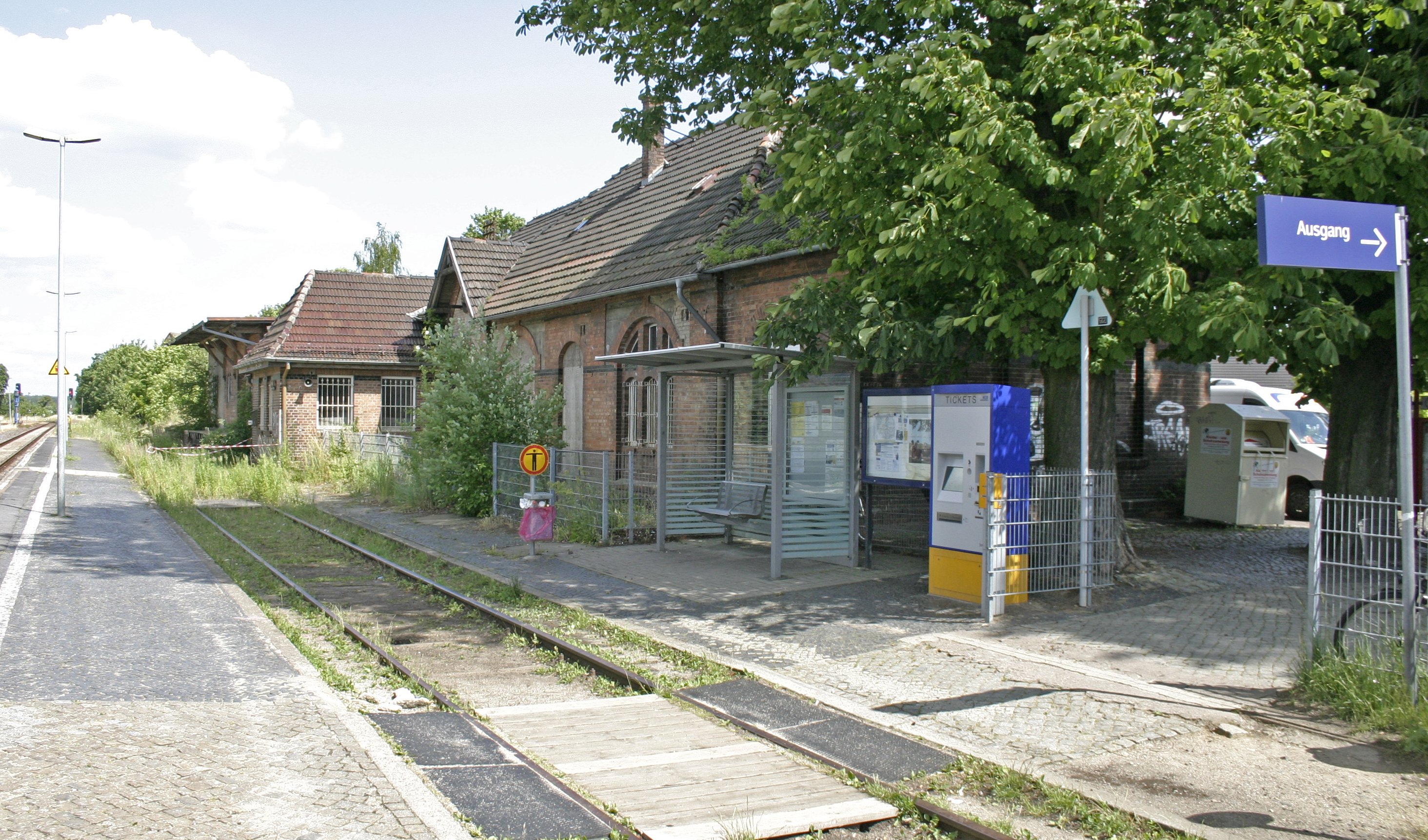
Zugang zum Bahnsteig, 2015

Der erste Abschnitt von Lichtenberg-Friedrichsfelde nach Werneuchen ging am 1. Mai 1898 in Betrieb. Unter den Ehrengästen, die der Werneuchener Bürgermeister Lamprecht empfing, waren die Landräte der Kreise Niederbarnim und Oberbarnim, Treskow und Oppen, die Präsidenten der KED Berlin und Stettin Kranold und Heinsius, der Regierungspräsident von Frankfurt, Puttkamer sowie der Oberpräsidialrat und spätere Reichskanzler Bethmann Hollweg. Die Eröffnung des zweiten Teilstücks nach Wriezen sollte anfänglich am 1. Oktober desselben Jahres folgen. Da nicht genügend Arbeitskräfte zur Verfügung standen, verzögerte sich die Inbetriebnahme bis zum 15. Oktober 1898. Die Strecke von Berlin bis einschließlich Werneuchen ging mit der Inbetriebnahme in die Zuständigkeit der KED Berlin über, hinter Werneuchen war weiterhin die KED Stettin zuständig.
Der Bahnhof war mit drei Bahnsteiggleisen, einem Ladegleis und einem – 1899 ergänzten – zweiständigen Lokschuppen für die Vorortzüge nach Berlin ausgestattet. Die Schuppengleise 5 und 6 befanden sich nördlich der Bahnsteige und mündeten direkt in das Nebengleis 4, welches an den Ostkopf an die übrigen Gleise angebunden war. Da im Vorortverkehr zwischen Berlin und Werneuchen überwiegend Tenderlokomotiven eingesetzt wurden, konnte auf eine Drehscheibe verzichtet werden. Kohlebansen, Wasserkran und ein Übernachtungsraum für die Lokpersonale ergänzten die Anlage. Südlich des Empfangsgebäudes war das Ladegleis 7, ein weiteres kurzes Stumpfgleis befand sich unmittelbar nördlich des Empfangsgebäudes. Der Bahnhof verfügte außerdem über einen Freiladekran und eine Gleiswaage. Außerdem gab es eine Bahnhofsgaststätte. Das Empfangsgebäude selbst war ein zweigeschossiger Ziegelbau mit je zwei Wartesälen und Diensträumen, einem Abort sowie einem angeschlossenen Geräteschuppen. Dienstwohnungen sowie separate Wohnhäuser mit Nebengebäuden für die Stationsaufseher und Bahnmeister komplettierten das Ensemble.
Die Stadt Werneuchen erhoffte sich von der neuen Strecke einen Wachstumsschub und bemühte sich darum, die Berliner Bevölkerung in ihre Umgebung zu locken. Im näheren Umfeld der Bahn parzellierte sie das Gelände und errichtete die Kolonien Rudolfshöhe und Amselhain. Die Preußische Staatsbahn kam der Entwicklung nach, indem sie das Fahrplanangebot entsprechend ausweitete. Von den zwölf Zügen, die täglich aus Berlin kamen, endete die Hälfte in Werneuchen. Trotz diverser Petitionen sah sich die KED Berlin jedoch nicht veranlasst, den Vororttarif bis Werneuchen einzuführen, da die Fahrgastzahlen auf der Strecke zu gering ausfielen. Die Einführung des Vororttarifs hätte zudem den Ausbau der Strecke zu einer zweigleisigen Hauptbahn, den Umbau der Bahnhöfe und die Beseitigung der schienengleichen Übergänge erfordert.
Während des Ersten Weltkriegs versuchten die Stadt Werneuchen und der Verband Groß-Berlin erneut, eine Einführung des Vororttarifs bei der KED Berlin zu bewirken. Vorausgegangen war annähernd eine Verdoppelung der Fahrten von 777.000 im Jahr 1912 auf rund 1,5 Millionen im Jahr 1917. Der von der KED mit der Untersuchung beauftragte Regierungsrat Erich Giese führte diese Erhöhung vor allem auf die Kriegsumstände – Hamsterfahrten, Beschäftigung der Landbevölkerung in der Berliner Rüstungsindustrie und Militärverkehr – zurück. Eine Tarifänderung unterblieb daher.

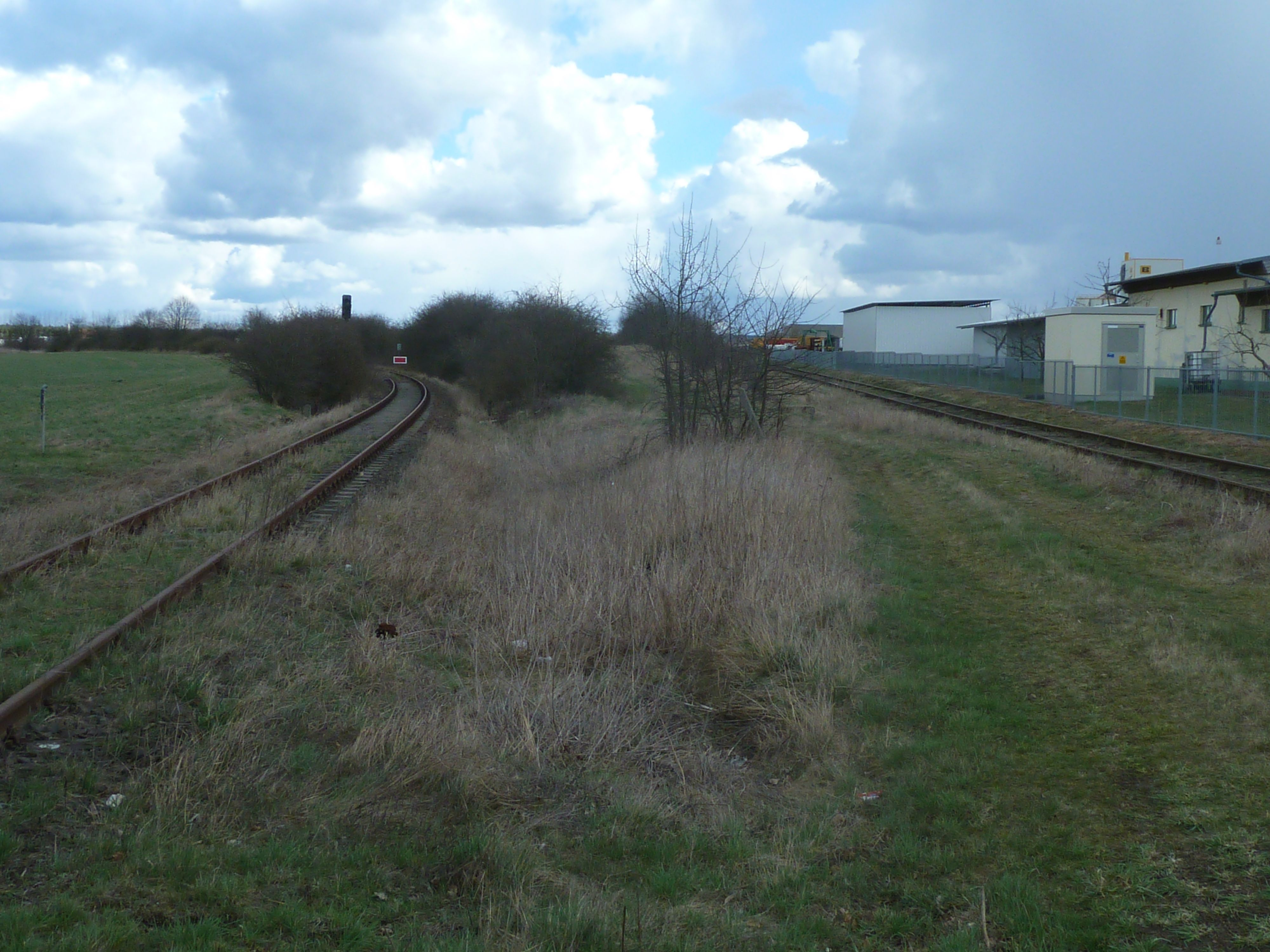
Anschlussgleis zum Flugplatz (re.) und gesperrtes Streckengleis nach Tiefensee (li.), 2015

In den 1920er Jahren gründete sich der Verkehrsverband der Reichsbahnstrecke Berlin–Werneuchen, um den Forderungen nach der Einführung des Vororttarifs Nachdruck zu verleihen. Den Vorsitz hatte der Werneuchener Bürgermeister Lehmann. Die Rbd Berlin wies die Anliegen mehrfach zurück. Ab 1936 begann der Bau eines Fliegerhorstes, für den östlich des Bahnhofs ein Anschlussgleis gelegt wurde. Zur Kapazitätssteigerung, insbesondere der Kreuzung von Militärzügen, entstand ferner eine Gleisverbindung zwischen den Gleisen 3 und 4 am östlichen Bahnhofskopf. Mit der Fertigstellung des Horstes war Werneuchen Garnisonstadt. Die militärische Präsenz war vermutlich auch ausschlaggebend für die Einführung des Vororttarifs zum 15. Mai 1938. Die kurze Zeit später aufkommenden Pläne zum Ausbau Berlins zur Welthauptstadt Germania sahen im Anschluss daran den Ausbau der Strecke für den elektrischen S-Bahn-Betrieb bis Werneuchen vor. In den 1930er Jahren diente der Lokschuppen der Unterbringung einer Kleinlokomotive.
Während des Zweiten Weltkrieges hielt sich der Eisenbahnverkehr bis spätestens zum 16. April 1945 aufrecht. Die herannahende Rote Armee führte zur Flucht der Reichsbahner aus Wriezen. Hinter dem letzten Zug, einem mit Sprengmitteln beladenen Militärzug, zerstörten Eisenbahnpioniere das Gleis bis Werneuchen mit einem Schienenwolf. Am 20. April erreichten die sowjetischen Truppen die Stadt, die dann von hier aus Luftangriffe auf Berlin flogen.
Ab dem 24. November 1945 pendelten die ersten Züge wieder zwischen Berlin-Lichtenberg und Werneuchen. Die Wiederinbetriebnahme der Strecke nach Wriezen ließ wegen der umfangreichen Zerstörungen noch auf sich warten. Ab Mai 1947 fuhren wieder einzelne Züge über Werneuchen nach Tiefensee, ab dem 18. August 1947 war die Strecke nach Wriezen wieder vollständig befahrbar. Mit der Grenzverschiebung nach dem Kriegsende änderten sich auch die Zuständigkeitsbezirke. Da Stettin (Szczecin) nun in der Volksrepublik Polen lag, verlegte die Direktion ihren Sitz vorübergehend nach Pasewalk und war ab Oktober 1945 von Greifswald aus tätig. Ab dem 1. April 1955 wechselte die Zuständigkeit des Abschnittes jenseits von Werneuchen von der Rbd Greifswald zur Rbd Berlin.

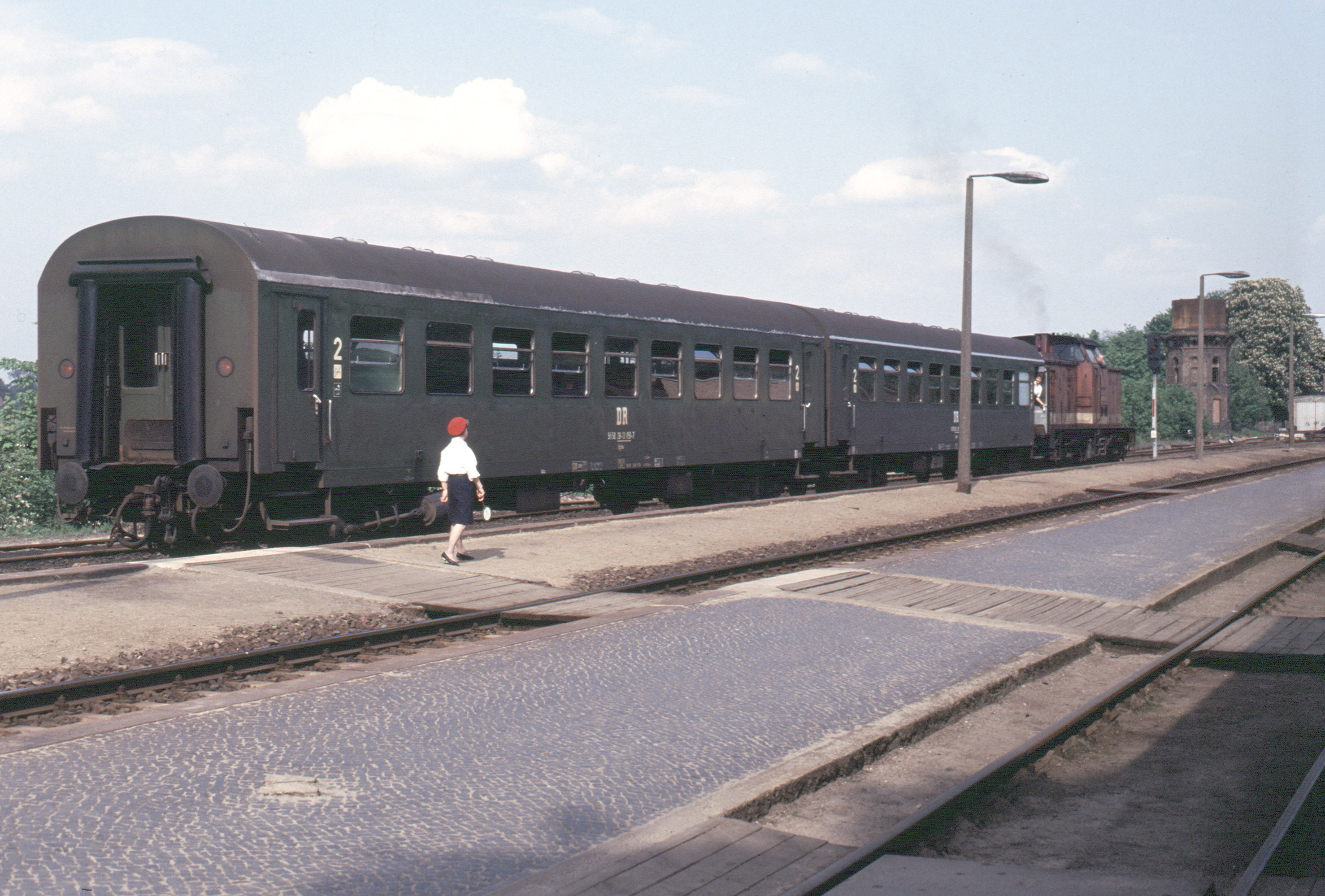
Personenzug im Bahnhof Werneuchen, 1993

Nach dem Zweiten Weltkrieg wurde Gleis 6 nicht mehr benutzt. Zwischen 1954 und 1967 ließ die Deutsche Reichsbahn den Schuppen abreißen. Gleis 5 diente als Abstellgleis. Im gleichen Zeitraum ging ein weiteres Abstellgleis unmittelbar westlich vom Bahnübergang der Fernstraße 158 in Betrieb. Das Gleis mündete unmittelbar in die Schutzweiche des Flughafenanschlusses und war am Westende mit einer Gleissperre versehen. In den 1970er Jahren wurde die Ladestraße vergrößert.
Seit Dezember 2006 ist Werneuchen Endbahnhof der Personenzüge aus Berlin, nachdem der Abschnitt von Tiefensee nach Wriezen bereits im Mai 1998 aufgegeben wurde. Die Mittenwalder Eisenbahnimmobiliengesellschaft erwarb das Empfangsgebäude.
Mit Bundes- und Landesmitteln ist in den nächsten Jahren eine Modernisierung inkl. barrierefreiem Ausbau der Station geplant.

## Leit- und Sicherungstechnik
Der Bahnhof war von Beginn an mit Einfahrsignalen ausgestattet. Die genaue Anzahl der Stellwerke und Schrankenposten aus der Eröffnungszeit liegt nicht vor; der Bahnübergang an der Chaussee Berlin – Freienwalde (B 158) war postengesichert. Die Weichen waren ortsgestellt. 1926 ging ein mechanisches Stellwerk der Bauart VES Einheit in Betrieb.
Im Jahr 1954 verfügte der Bahnhof über drei Stellwerke und einen Schrankenposten. Stellwerk WB 1 stand in Höhe der Einfahrweiche 1 aus Richtung Berlin. Stellwerk Wer war im Empfangsgebäude untergebracht. Stellwerk WB 2 stand in Höhe des zweiten Bahnübergangs. Der Posten WB 10 sicherte den Übergang an der F 158. Bis spätestens 1967 änderte die Deutsche Reichsbahn die Bezeichnung der Stellwerke, die Dienststellen waren nun – von West nach Ost – mit W1, B2, W3 und WP4 bezeichnet. Der zuständige Fahrdienstleiter versah seinen Dienst im Empfangsgebäude, auf den übrigen beiden Stellwerken waren ausschließlich Weichenwärter im Dienst. Die Hauptsignale waren Formsignale nach dem H/V-Signalsystem, anstelle von Vorsignalen wurden die Einfahrsignale jedoch mit Kreuztafeln angekündigt.
In den 1980er Jahren ließ die Reichsbahn die vorhandenen Stellwerke durch ein Relaisstellwerk der Bauart GS II DR errichten. Die Formsignale wichen Lichtsignalen nach dem Hl-Signalsystem. Die mechanischen Stellwerke wurden nach seiner Inbetriebnahme abgerissen. Das Relaisstellwerk ging im Juli 2018 außer Betrieb und wurde durch ein elektronisches Stellwerk ersetzt. Die Bedienplatz des Fahrdienstleiters befindet sich im ESTW Beeskow.

## Verkehr

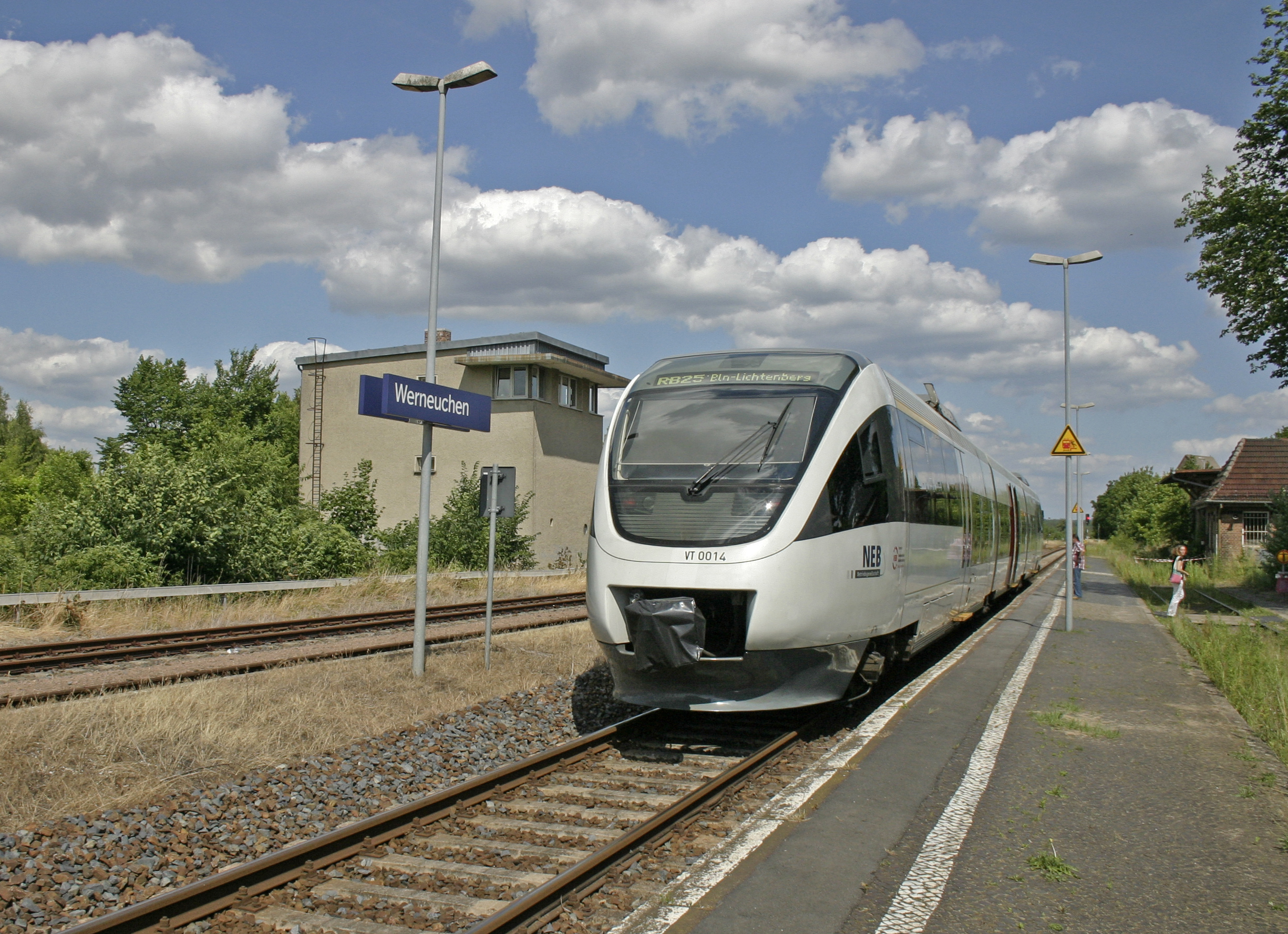
Dieseltriebwagen der Niederbarnimer Eisenbahn am Bahnsteig, im Hintergrund das Stellwerk Wer, 2015

### Personenverkehr
Ab dem 1. Mai 1898 wurde Werneuchen von fünf täglichen Zugpaaren bedient, die den Bahnhof mit Lichtenberg-Friedrichsfelde verbanden, ein Zug kam direkt vom Schlesischen Bahnhof in Berlin. Mit der Eröffnung des Abschnittes nach Wriezen wurden vier Zugpaare bis dorthin verlängert, drei davon hatten wiederum Anschluss in Richtung Königsberg (Neum). Ab 1903 begannen die Züge am Wriezener Bahnsteig des Schlesischen Bahnhofs. Bis 1907 weitete die Preußische Staatsbahn das Angebot auf zwölf Zugpaare aus, von denen die Hälfte in Werneuchen endete. Ab 1909 fuhren in den Sommermonaten und an Wochenenden einzelne Züge über Werneuchen hinaus nach Tiefensee. Bis zum Sommerfahrplan 1914 war das Angebot auf 16 Zugpaare angewachsen, von denen etwa zwei Drittel in Werneuchen endete.
Das Fahrplanangebot blieb bis zur Einführung des Vororttarifs annähernd gleich. Der Winterfahrplan 1932/33 wies 19 Zugpaare zwischen Berlin und Werneuchen aus, von denen elf in Werneuchen endeten, ein Zugpaar endete täglich in Tiefensee. Zwei weitere Zugpaare wurden an Wochenenden ebenfalls von Werneuchen nach Tiefensee verlängert. Drei Zugpaare fuhren von Werneuchen weiter nach Wriezen, vier weitere nach Königsberg (Neum). Unter diesen war ein Eilzugpaar, das zwischen Lichtenberg-Friedrichsfelde und Werneuchen ohne Halt durchfuhr. Mit der Einführung des Vorortverkehrs wurde das Angebot von und nach Berlin auf einen annähernden Stundentakt verdichtet, 22 Zugpaare pendelten zwischen den beiden Städten. Das Angebot zwischen Werneuchen und Tiefensee profitierte auch von der Maßnahme und wurde vor allem im Ausflugsverkehr verdichtet.
Zwischen April 1945 und dem 24. November 1945 ruhte der Zugverkehr gänzlich. Nach der Wiederaufnahme des Betriebs pendelten zunächst vier Zugpaare zwischen Berlin-Lichtenberg und Werneuchen, ein Jahr später waren es sechs Zugpaare. Ab Mai 1947 fuhren die Züge wieder über Berlin-Lichtenberg hinaus zum Wriezener Bahnhof, in der Gegenrichtung verlängerte die Reichsbahn zwei Zugpaare täglich über Werneuchen nach Tiefensee. Nach der Wiedereröffnung des Abschnittes nach Wriezen pendelten zwischen Werneuchen und Wriezen zusätzlich zwei Zugpaare. Ab Dezember 1949 begannen die Berliner Züge wieder im Bahnhof Berlin-Lichtenberg. Bis 1951 stieg das Angebot auf zwölf Zugpaare in Richtung Berlin sowie vier Zugpaare in Richtung Wriezen an. Ab 1956 wurden die Wriezener Züge in Werneuchen durchgebunden und um ein Zugpaar ergänzt. An diesem Fahrplangefüge hatte sich bis 1991 nur wenig geändert. Lediglich der Berliner Endpunkt der Züge verlagerte sich zwischen 1976 und 1982 schrittweise von Berlin-Lichtenberg zum Bahnhof Ahrensfelde. Ursache hierfür war die Aufnahme des elektrischen S-Bahn-Betriebs auf der Wriezener Bahn.
Mit dem Sommerfahrplan 1992 führte die Deutsche Reichsbahn auf der Strecke den Stundentakt zwischen Ahrensfelde und Werneuchen ein. Sechs Zugpaare verkehrten über Werneuchen aus zweistündlich nach Wriezen. Um die Auslastung der Wriezener Bahn zu erhöhen, weiteten die Reichsbahn und ab 1994 die Deutsche Bahn das Angebot weiter aus. Seit Mai 1993 endeten ein Teil, seit Mai 1994 sämtliche Züge wieder in Berlin-Lichtenberg. In der Gegenrichtung bestanden von Werneuchen aus zwischenzeitlich Direktverbindungen über Wriezen nach Bad Freienwalde (Oder) und Angermünde. Mit dem Sommerfahrplan vom Mai 1997 unterbrach die Deutsche Bahn die Direktverbindungen nach Wriezen. Seit Mai 1998 ist der Abschnitt von Tiefensee nach Wriezen unterbrochen.
Im Dezember 2004 übernahm nach gewonnener Ausschreibung die Ostdeutsche Eisenbahn (ODEG) den Betrieb auf der Linie von der DB Regio. Seit dem 9. Dezember 2006 enden sämtliche Regionalzüge in Werneuchen. Zum 14. Dezember 2014 übernahm die Niederbarnimer Eisenbahn die Betriebsführung von der ODEG.
| Linie | Verlauf | Betreiber                |
| ----- | --- | ------------------------ |
| RB 25 | Berlin Ostkreuz – Berlin-Lichtenberg – Ahrensfelde – Ahrensfelde Friedhof – Ahrensfelde Nord – Blumberg-Rehhahn – Blumberg (b Berlin) – Seefeld (Mark) – Werneuchen | Niederbarnimer Eisenbahn |

### Güterverkehr
Auf der Strecke, so auch in Werneuchen, dominierte vor allem der Versand landwirtschaftlicher Güter wie Vieh und Milch, hierzu verkehrten täglich zwei Nahgüterzugpaare auf der Strecke. In den 1960er Jahren dominierten der Versand von Getreide, Düngemittel und Baustoffen sowie Kerosin für den Flugplatz Werneuchen. Etwa in dieser Zeit wurde Werneuchen zum Knotenpunktbahnhof für die umliegenden Bahnhöfe, die per Übergabezug bedient wurden. Ein Großteil der benachbarten Bahnhöfe wurden in dieser Zeit allerdings als Gütertarifpunkte geschlossen.
In den 1970er Jahren verzeichnete der Bahnhof einen täglichen Umschlag von 25–30 Wagenladungen. Zu den Kunden gehörten neben dem Flugplatz auch das Agrochemische Zentrum Werneuchen. Bis 1991 verkehrten nach wie vor zwei Nahgüterzugpaare auf über Werneuchen, seitdem wird der Bahnhof per Übergabe bedient. Die Bedienung erfolgte zunächst von Wriezen, später von Berlin-Schöneweide und seit etwa 1998 von Berlin Nordost. Nach der Schließung des Agrochemischen Zentrums und dem Abzug der sowjetischen Truppen werden über den ehemaligen Flughafenanschluss vor allem Baustoffe angefahren.